# Michel Gobets
Machiel (Michel) Gobets (Amsterdam, 21 mei 1905– Concentratiekamp Dachau, 20 april 1945) was een Nederlands zanger, hij had een stembereik als tenor. Zijn officiële beroep was kleermaker.
Hij werd geboren binnen het gezin van diamantslijper (roosjesslijper)/broodbakker Nathan Gobets (in 1942 omgebracht in Concentratiekamp Auschwitz) en Anna Kesner (overleed in 1929). Nathan Gobets was een verdienstelijk koorzanger binnen het Koor van de Grote Synagoge van Samuel Henri Englander. Hijzelf huwde in 1927 als pianist met Rachel Leger (overleefde de oorlog), scheidde van haar, woonde enige tijd samen met zangeres Hendrika Weisz (overleefde de oorlog, maar was wel opgepakt) en trouwde op 27 januari 1943 met Gabrielle Brigitte Bernstein (omgebracht in Bergen-Belsen).
Zijn muzikale opleiding kreeg Michel aan het Conservatorium van Amsterdam van Jacoba Dresden-Dhont, de vrouw van Sem Dresden. Hij sloot de zang- en pianolessen daar in 1932 met een eindexamen af. Hij kreeg daarna opleiding in de specifieke “operaklas” (een vervolgopleiding) onder leiding van Johannes den Hertog.
Al tijdens zijn opleiding trad Gobets als solist of koorzanger op. Gobets zong mee in Koor der Groote Synagoge (voor seculiere concerten omgedoopt tot Het Amsterdamsche Joodsche Koor). Met dat koor won Gobets de eerste prijs in een in Londen gehouden zangwedstrijd The Jewish Chronicle (1928). Tevens zong Gobets in Het Nederlandsch Kamerkoor, waarin ook Frans Vroons , Annie Hermes en Corry Bijster zongen. Hij gaf leiding aan het Joodse gemengde koor "Harpe Davids". Al deze koren moest hij in de loop van 1941 gedurende de bezetting door Nazi-Duitsland verlaten. Zijn laatst bekende concert was 23 mei 1943 in Amsterdam (Het Joodsche Lied). Hij was toen tijdelijk werkzaam voor de Joodsche Raad.
In juni 1943 werd hij gedeporteerd naar Kamp Westerbork, alwaar hij nog heeft opgetreden. Begin 1944 werd hij op transport gezet naar concentratiekamp Theresienstadt, ook daar zong hij nog. In september 1944 werd hij verplaatst naar Sachsenhausen en in november naar Dachau. Hij stierf daar vermoedelijk aan tuberculose, negen dagen voordat de Amerikanen het concentratiekamp bevrijdden.
Enkele concerten:
- 1933: Hilversum: Don Pasquale van Gaetano Donizetti; Gobets zong de rol van Ernesto
- 1934: Delft: Oude Kerk: Matthäus-Passion met onder andere Theodora Versteegh en het Residentieorkest onder leiding van Henk van den Berg
- 1935: Utrecht: Boris Godoenov van Modest Moessorgski onder leiding van Hendrik Altink, met Otto Couperus en To van der Sluys
- januari 1940: Les contes d'Hoffmann, met Boris Godoenov (opera) , Het was de eerste voorstelling van de Nederlandsche Opera Stichting.
- 1942: Schlagerrevue Van alles wat (alleen toegang voor Joden)

Hij schreef ook een aantal werken:
- Wesjomeroe (uitgevoerd 1928)
- Ngijts Gajjiem (uitgevoerd 1928)